# Логика Хоара
Логика Хоара (англ. Hoare logic, также Floyd—Hoare logic, или Hoare rules) — формальная система с набором логических правил, предназначенных для доказательства корректности компьютерных программ. Была предложена в 1969 году английским учёным в области информатики и математической логики Хоаром, позже развита самим Хоаром и другими исследователями. Первоначальная идея была предложена в работе Флойда, который опубликовал похожую систему в применении к блок-схемам (англ. flowchart).

## Тройки Хоара
Основной характеристикой логики Хоара является тройка Хоара (англ. Hoare triple). Тройка описывает, как выполнение фрагмента кода изменяет состояние вычисления. Тройка Хоара имеет следующий вид:
{\displaystyle \{P\}\;C\;\{Q\}}
где P и Q являются утверждениями (англ. assertions), а C — командой. P называется предусловием (антецедент), а Q — постусловием (консеквент). Если предусловие выполняется, команда делает верным постусловие. Утверждения являются формулами логики предикатов.
В логике Хоара есть аксиомы и правила вывода для всех конструкций простого императивного языка программирования. В дополнение к этим конструкциям, описанным в оригинальной работе Хоара, Хоаром и другими исследователями были разработаны правила и для остальных конструкций: одновременного выполнения, вызова процедуры, перехода и указателя.
Основная идея Хоара — дать для каждой конструкции императивного языка пред- и постусловие, записанное в виде логической формулы. Поэтому и возникает в названии тройка — предусловие, конструкция языка, постусловие. 
- Ясно, что для пустого оператора пред- и постусловия совпадают.
- Для оператора присваивания в постусловии кроме предусловия должен учитываться факт, что значение переменной стало другим.
- Для составного оператора (в Python это отступы, в C это {}) имеем цепочку пред- и постусловий . В результате для составного оператора можно оставить первое предусловие и последнее постусловие.
- Правило вывода говорит, что можно усилить пред и ослабить постусловие, если нам это понадобится. Нет смысла сохранять всю программу какое-то утверждение, которое не помогает решить поставленную задачу.
- Оператор ветвления или просто if. Его условно можно разбить на две ветки: then и else. Если к предусловию добавить истинность логического условия (то, что стоит под if), то после выполнения ветки then должно следовать постусловие. Аналогично, если к предусловию добавить отрицание логического условия (то, что стоит под if), то после выполнения ветки else должно следовать постусловие
- Оператор цикла. Это самое нетривиальное и сложное, поскольку цикл может выполняться много раз и даже не закончиться. Чтобы решить проблему возможного многократного повтора тела цикла вводят инвариант цикла. Инвариант цикла — это то, что истинно перед его выполнением, истинно после каждого выполнения тела цикла и, следовательно, истинно и после его окончания. Предусловие для оператора цикла — это просто его инвариант цикла. Если истинно условие продолжения цикла (то, что стоит под while), то после выполнения тела цикла должна следовать истинность инвариант цикла. В результате, после окончания цикла имеем в качестве постусловия истинность инвариант цикла и отрицание условия продолжения цикла.
- Оператора цикла с полной корректностью. Для этого к предыдущему пункту добавляют ограничивающую функцию, с помощью которой легко доказать, что цикл будет выполняться ограниченное число раз. На неё накладывают условия, что она всегда >=0, строго убывает после каждого выполнения тела цикла и в точности = 0, когда цикл заканчивается.

Правильно работающую программу можно написать очень многими способами, и во многих случаях она будет эффективной. Эта неоднозначность усложняет программирование. Для этого вводят стиль. Но этого оказывается мало. Для многих программ (например, связанных косвенно с жизнью человека) нужно доказать и их корректность. Оказалось, что доказательство корректности делает программу дороже на порядок (примерно в 10 раз).

## Частичная и полная корректность
В стандартной логике Хоара может быть доказана только частичная корректность, так как завершение программы нужно доказывать отдельно. Также в логике Хоара не может быть выражено правило  не использования избыточных частей программы. «Интуитивное» понимание тройки Хоара можно выразить так: если P имеет место до выполнения C, то либо имеет место Q, либо C никогда не завершится. Действительно, если C не завершается, никакого «после» нет, поэтому Q может быть любым утверждением. Более того, мы можем выбрать Q со значением «ложь», чтобы показать, что C никогда не завершится.
Полная корректность также может быть доказана с использованием расширенной версии правила для оператора While.

## Правила

### Аксиома пустого оператора
Правило для пустого оператора утверждает, что оператор skip (пустой оператор) не меняет состояния программы, поэтому утверждение, верное до skip, остаётся верным после его выполнения.
{\displaystyle {\frac {}{\{P\}\ {\textbf {skip}}\ \{P\}}}}

### Аксиома оператора присваивания
Аксиома оператора присваивания утверждает, что после присваивания, значение любого предиката относительно правой части присваивания не меняется с заменой правой на левую часть:
{\displaystyle {\frac {}{\{P[E/x]\}\ x:=E\ \{P\}}}}
Здесь {\displaystyle P[E/x]} означает выражение P в котором все вхождения свободной переменной x заменены выражением E.
Смысл аксиомы присваивания заключается в том, что истинность {\displaystyle \{P[E/x]\}} эквивалентна {\displaystyle \{P\}} после выполнения присваивания. Таким образом, если {\displaystyle \{P[E/x]\}} имело значение «истина» до присваивания, согласно аксиоме присваивания {\displaystyle \{P\}} будет иметь значение «истина» после присваивания. И наоборот, если {\displaystyle \{P[E/x]\}} было равно «ложь» до оператора присваивания, {\displaystyle \{P\}} должно быть равно «ложь» после.
Примеры корректных троек:
- {\displaystyle \{x+1=43\}\ y:=x+1\ \{y=43\}}
- {\displaystyle \{x+1\leq N\}\ x:=x+1\ \{x\leq N\}}

Аксиома присваивания в формулировке Хоара не применима, когда более одного идентификатора ссылаются на одно и то же значение. Например,
{\displaystyle \{y=3\}\ x:=2\ \{y=3\}}
является неверным утверждением, если x и y ссылаются на одну и ту же переменную, так как никакое предусловие не может обеспечить, чтобы y было равно 3 после того, как x присвоено 2.

### Правило композиции
Правило композиции Хоара применяется к последовательному выполнению программ S и T, где S выполняется до T, что записывается как S;T.
{\displaystyle {\frac {\{P\}\ S\ \{Q\}\ ,\ \{Q\}\ T\ \{R\}}{\{P\}\ S;T\ \{R\}}}}
Например, рассмотрим два экземпляра аксиомы присваивания:
{\displaystyle \{x+1=43\}\ y:=x+1\ \{y=43\}}
и
{\displaystyle \{y=43\}\ z:=y\ \{z=43\}}
Согласно правилу композиции, мы получаем:
{\displaystyle \{x+1=43\}\ y:=x+1;z:=y\ \{z=43\}}

### Правило условного оператора
{\displaystyle {\frac {\{B\wedge P\}\ S\ \{Q\}\ ,\ \{\neg B\wedge P\}\ T\ \{Q\}}{\{P\}\ {\textbf {if}}\ B\ {\textbf {then}}\ S\ {\textbf {else}}\ T\ {\textbf {endif}}\ \{Q\}}}}

### Правило вывода
{\displaystyle {\frac {P^{\prime }\rightarrow \ P\ ,\ \lbrace P\rbrace \ S\ \lbrace Q\rbrace \ ,\ Q\rightarrow \ Q^{\prime }}{\lbrace P^{\prime }\ \rbrace \ S\ \lbrace Q^{\prime }\rbrace }}}

### Правило оператора цикла
{\displaystyle {\frac {\{P\wedge B\}\ S\ \{P\}}{\{P\}\ {\textbf {while}}\ B\ {\textbf {do}}\ S\ {\textbf {done}}\ \{\neg B\wedge P\}}}}
Здесь P является инвариантом цикла.

### Правило оператора цикла с полной корректностью
{\displaystyle {\frac {<\;{\text{is well-founded,}}\;[P\wedge B\wedge t=z]\ S\ [P\wedge t<z]}{[P]\ {\textbf {while}}\ B\ {\textbf {do}}\ S\ {\textbf {done}}\ [\neg B\wedge P]}}}
В этом правиле, кроме сохранения инварианта цикла, доказывается завершение цикла при помощи терма,
называемого переменной цикла (здесь t), значение которого строго уменьшается согласно отношению полной фундированности (well-founded relation) "<" с каждой итерацией. При этом условие B должно подразумевать, что t не является минимальным элементом своей области определения, в противном случае посылка данного правила будет ложной. Поскольку отношение "<" является полностью фундированным, каждый шаг цикла определяется уменьшающимися членами конечного линейно упорядоченного множества.
В записи данного правила используются квадратные, а не фигурные скобки, для того чтобы обозначить полную корректность правила.
(Это один из вариантов обозначения полной корректности.)

## Примеры
| Пример 1                                                                                                |
| {\displaystyle \{x+1=43\}\ y:=x+1\ \{y=43\}} — на основании аксиомы присваивания.                       |
| Поскольку {\displaystyle (x+1=43\Leftrightarrow x=42)}, на основании правила вывода получаем:           |
| {\displaystyle \{x=42\}\ y:=x+1\ \{y=43\land x=42\}}                                                    |
| Пример 2                                                                                                |
| {\displaystyle \{x+1\leq N\}\ x:=x+1\ \{x\leq N\}} — на основании аксиомы присваивания.                 |
| Если x и N целые, то {\displaystyle (x<N)\implies (x+1\leq N)}, и на основании правила вывода получаем: |
| {\displaystyle \{x<N\}\ x:=x+1\ \{x\leq N\}}                                                            |